# Octave van Rysselberghe
Octavius Josephus (Octave) van Rysselberghe (Minderhout, 22 juli 1855 – Nice, 30 maart 1929) was een Belgische architect uit Brussel, die samen met Victor Horta, Paul Hankar en Henry Van de Velde ervoor zorgde dat Brussel tijdens de "belle époque" uitgroeide tot de hoofdstad van de art-nouveaustijl. Hij is de oudere broer van de Vlaamse kunstschilder Théo van Rysselberghe en de jongere broer van de Gentse stadsarchitect Charles van Rysselberghe en de uitvinder François van Rysselberghe.
Octave studeerde aan de Koninklijke Academie voor Schone Kunsten in Gent waar hij onder anderen Adolphe Pauli als leraar had. Hij leidde hem op in de neoklassieke traditie, geïnspireerd op de Italiaanse renaissance. In 1875 won hij samen met Ernest Allard de tweede prijs in het concours van de Prijs van Rome voor architectuur. Bij de volgende editie voor architectuur, in 1879, behaalde hij opnieuw de tweede prijs, samen met Eugène Dieltiens. Na een verblijf in Italië kreeg hij een praktische opleiding van architect Joseph Poelaert bij de bouw van het Justitiepaleis in Brussel. 
In 1882 bouwde hij nog de Koninklijke Sterrenwacht in Ukkel. In hetzelfde jaar bouwde hij in Brussel een huis voor de graaf Goblet d'Alviella. In 1893 bouwde hij in Saint Clair, Frankrijk, een studio voor zijn broer Théo van Rysselberghe. Via zijn broer kwam hij in contact met Paul Otlet, voor wie hij dan een huis in art-nouveaustijl bouwde in Brussel. De binnenhuisarchitectuur werd verzorgd door Henry Van de Velde.
Octave van Rysselberghe werd spoedig beschouwd als een der voornaamste vertegenwoordigers van art nouveau in België. Hij kreeg opdrachten van de Compagnie des Grands Hôtels Européens, voor wie hij, tussen 1895 en 1905, verschillende toeristische verblijven bouwde in Oostende, Cherbourg, Monte Carlo, St Petersburg en Tunis.
In zijn latere verwezenlijkingen probeerde hij art nouveau en modernisme te verzoenen in zijn huizen beïnvloed door de Engelse cottagestijl.

## Enkele van zijn verwezenlijkingen
- 1882: Huis Goblet d'Alviella

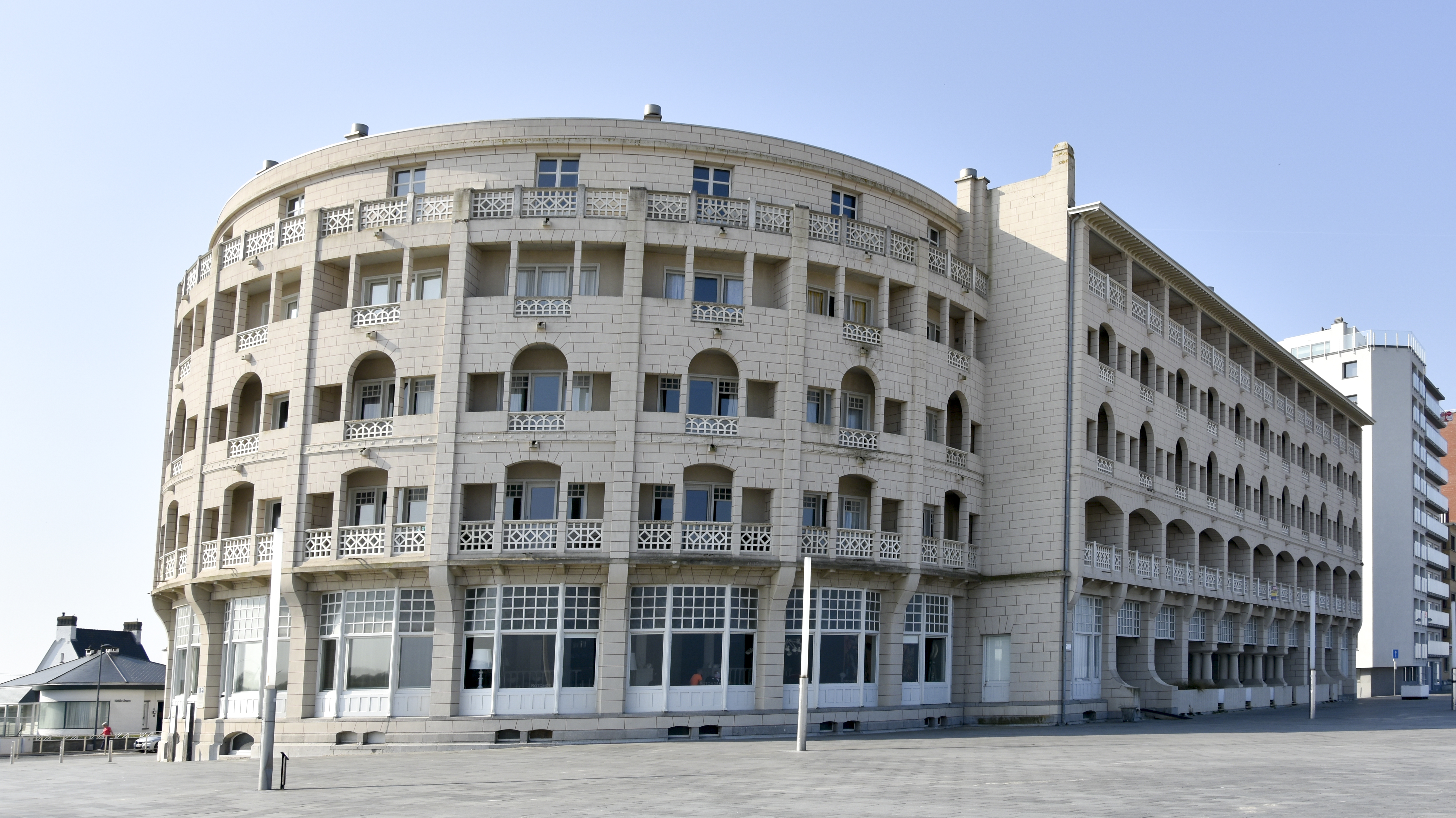
Grand Hôtel Bellevue, Westende

- 1894-98: Hotel Otlet, Brussel; ontworpen in art-nouveaustijl voor de internationalist Paul Otlet (1868-1944); Henry van de Velde ontwierp de interieurs.
- 1898: Herenhuis De Brouckère samen met Henry Van de Velde.
- 1906: Ville Le Pachy in Bellecourt.
- 1906: Concertzaal van het Koninklijk Conservatorium te Gent (huidige Miry Concertzaal)
- 1907: Villa Beukenhoek, Ukkel.
- 1908: Residentie Kreuzberg, Dudelange.
- 1909-11: Grand Hôtel Bellevue (Westende), ontworpen in een kromlijnig plan en versierd in Middellandse Zeestijl.
- 1910: Villa Le Pin (Le Lavandou in Frankrijk).
- 1912: Hotel Rysselberghe, Brussel.